# Puchar Świata w Zapasach 2001 – styl wolny kobiet
Zawody Pucharu Świata w 2001 roku w stylu wolnym kobiet odbyły się w dniach 3–4 listopada w Levallois-Perret we Francji.

## Ostateczna kolejność drużynowa
| Poz. | Państwo           |
| ---- | ----------------- |
|      | Japonia           |
|      | Chiny             |
|      | Rosja             |
| 4.   | Stany Zjednoczone |
| 5.   | Kanada            |
| 6.   | Francja           |
| 7.   | Tunezja           |

## Wyniki

### Mecze
- Japonia -  Francja 20-4
- Japonia -  Chiny 13-11
- Japonia -  Rosja 14-10
- Japonia -  Stany Zjednoczone 20-4
- Japonia -  Kanada 17-7
- Japonia -  Tunezja 20-4
- Chiny -  Francja 20-4

- Chiny -  Rosja
- Chiny -  Stany Zjednoczone 18-6
- Chiny -  Kanada 21-5
- Chiny -  Tunezja
- Rosja -  Francja 20-3
- Rosja -  Stany Zjednoczone 15-6
- Rosja -  Kanada 22-2

- Rosja -  Tunezja 24-0
- Stany Zjednoczone -  Francja 15-9
- Stany Zjednoczone -  Kanada 16-8
- Stany Zjednoczone -  Tunezja 24-0
- Kanada -  Francja 17-7
- Kanada -  Tunezja
- Francja -  Tunezja 24-0

### Klasyfikacja indywidualna
| Waga  |                  |                             |                    | 4                                                | 5                                        | 6                    | 7                                      | 8                 | 9                      |
| ----- | ---------------- | --------------------------- | ------------------ | ------------------------------------------------ | ---------------------------------------- | -------------------- | -------------------------------------- | ----------------- | ---------------------- |
| 46 kg | Cui Ying         | Misato Shimizu              | Inga Karamczakowa  | Clarissa Chun                                    | Farah Touchi                             | Lidija Karamczakowa  | Myriam Prost                           | Fadila al-Lawati  | Tania Mair             |
| 51 kg | Hitomi Obara     | Gao Yanzhi                  | Jelena Tieletienko | Patricia Miranda                                 | Teresa Pearson                           | Natalja Karamczakowa | Lauriane Mary                          | Yang Zuying       | Nur al-Huda al-Badżawi |
| 56 kg | Seiko Yamamoto   | Sun Dongmei                 | Jennifer Ryz       | Carrie Birge                                     | Anna Gomis Swietłana Graczowa            | ----                 | Lubow Wołosowa                         | Sandrine Seve     | Salma Ferchichi        |
| 62 kg | Reina Iwama      | Tara Rose Hedican Meng Lili | ----               | Lauren Lamb-Wolfe                                | Darja Nazarowa Natalja Iwanowa Xu Haiyan | ----                 | ----                                   | Angélique Vaissie | Nadia Moussoui         |
| 68 kg | Cathrine Downing | Yang Yanli                  | Shannon Samler     | Anna Szamowa                                     | Lise Legrand                             | Caroline dos Santos  | Sumajja Bin Sasi Swietłana Jaroszewicz | ----              | Mimi Sugawara          |
| 72 kg | Kyōko Hamaguchi  | Swietłana Martynienko       | Jiang Xueyan       | Pamela Wilson Melanie Macari Montierth Fanny Gai | ----                                     | ----                 | Saida Riabi                            | Bao Xueli         | Ophélie Fontaine       |